# IC 2463
IC 2463 ist eine Galaxie vom Hubble-Typ S im Sternbild Löwe an der Ekliptik, die schätzungsweise 417 Millionen Lichtjahre von der Milchstraße entfernt ist.
Das Objekt wurde am 14. April 1896 von Stéphane Javelle entdeckt.